# Njemačka redarstvena organizacija u Hrvatskoj
Njemačka redarstvena organizacija u Hrvatskoj ili Njemačko-hrvatska policija  je bila redarstveni organ okupacijskih njemačkih vlasti na području NDH, osnovan uz pristanak Ante Pavelića i njegove vlade u travnju 1943. godine.
U isto je vrijeme poslove tajne policije obavljao njemački Gestapo, dok je Ustaška nadzorna služba - koja je ranije obavljala te poslove - ukinuta u siječnju 1943. godine.
U travnju 1943. A. Pavelić je - nakon stanovitog odbijanja koje je Nijemcima priopćio ministar vanjskih poslova Mladen Lorković - s Heinrichom Himmlerom dogovorio/pristao na stvaranje Njemačke redarstvene organizacije popunjene Nijemcima iz Reicha, Hrvatima (koje njemačke policijske vlasti smiju novačiti i premještati iz OS NDH) i hrvatskim Volksdeutscherima (članovima Vojnice njemačke narodne skupine); određeno je da će na njenom čelu biti general policije Konstantin Kammerhofer. Nove policijske postrojbe bile su pod izravnim zapovjedništvom Njemačke, te su nosile njemačke odore s hrvatskim grbom.
Službeni naziv novog redarstva bio je Njemačka redarstvena organizacija u Hrvatskoj, odnosno Njemačko redarstvo u Hrvatskoj. Neslužbeni naziv – Njemačko-hrvatska policija – korišten je i u službenim dokumentima. 
Do ljeta 1944. ustrojeno je petnaest bojni, raspoređenih u pet pukovnija, od kojih je 1. Polizei Freiwilligen-Regiment Kroatien osnovana u studenom 1943. kao Polizei Freiwilligen-Regiment Kroatien; ta je postrojba bila pretežno popunjena Volksdeutscherima. Od ožujka 1944. i 3. pukovnija je Volksdeutscherskog sastava, kao rezultat prekomande triju kompletnih domobranskih željezničko-stražarskih bojni (“ŽESTRA“) u Deutsche Polizei. Formirano je i 15 samostalnih bojni, nazvanih Polizei Freiwilligen-Bataillon Kroatien, numeriranih od 1 do 15. Krajem 1944. god. ima Njemačko-hrvatska policija oko 32.000 pripadnika - znatno više od Oružništva, glavnog redarstvenog tijela NDH. Početkom 1945. spojeno je 12 tih bojni u Oružničku diviziju Hrvatska (Gendarmerie Division Kroatien).
Njemačko-hrvatsko redarstvo imalo je i svoje dvojezično glasilo – Auf der Wacht. Blätter für die Deutsche Polizei in Kroatien/Na straži - Listovi za Njemačko redarstvo u Hrvatskoj.

## Zapovjednici
- Konstantin Kammerhofer